# Кленец
Кленец — деревня в Торопецком районе Тверской области России. Входит в состав Скворцовского сельского поселения.

## География
Деревня расположена в юго-западной части района. Расстояние до районного центра, города Торопец составляет 23 километра, до центра сельского поселения, деревни Скворцово — 3,5 километра. Ближайший населённый пункт — деревня Ивахново. В 300 метрах к северу от деревни проходит железная дорога Бологое — Великие Луки.
Климат
Деревня, как и весь район, относится к умеренному поясу северного полушария и находится в области переходного климата от океанического к материковому. Лето с температурным режимом +15…+20 °С (днём +20…+25 °С), зима умеренно-морозная −10…−15 °С; при вторжении арктических воздушных масс до −30…-40 °С.
Среднегодовая скорость ветра 3,5—4,2 метра в секунду.

## История
На топографической карте Фёдора Шуберта 1867—1906 годов обозначено сельцо Кленец.
На карте РККА 1923—1941 годов обозначена деревня Кленец. Имела 7 дворов.
До революции в Кленце находилась усадьба помещицы Киселёвой. В 1923 году двухэтажный усадебный дом был перевезен в деревню Скворцово.

## Население
| 2010 |
| ---- |
| 21   |

В 2002 году население деревни составляло 46 человек.
Национальный состав
Согласно результатам переписи 2002 года, в национальной структуре населения русские составляли 96 % от жителей.